# Jean Baptiste Ripart
Jean Baptiste Marie Joseph Solange Eugène Ripart (Bessines-sur-Gartempe, 15 de mayo de 1815 - Bourges, 17 de octubre de 1878) fue un médico, botánico, micólogo y algólogo francés. Trabajó en muchas excursiones botánicas realizadas a varios departamentos franceses.

## Eponimia
En su honor se nombran las especies, como
- (Caryophyllaceae) Cerastium ripartianum F.W.Schultz[2]
- (Lamiaceae) Mentha ripartii Déségl. & Durand[3]
- (Rosaceae) Rosa ripartii Déségl.[4]
- (Rosaceae) Rubus ripartii Genev.[5]